# مارك فلوود
مارك فلوود هو لاعب هوكي جليد كندي، ولد في 29 سبتمبر 1984 في تشارلوت تاون في كندا.

## وصلات خارجية
- مارك فلوود على موقع دوري الهوكي الوطني (الإنجليزية)
- مارك فلوود على موقع EliteProspects.com (الإنجليزية)
- مارك فلوود على موقع Eurohockey.com (الإنجليزية)
- مارك فلوود على موقع HockeyDB.com (الإنجليزية)
- مارك فلوود على موقع Hockey-Reference.com (الإنجليزية)